# Zhangzhuang (köping i Kina, Henan)
Zhangzhuang (kinesiska: 张庄, 张庄镇) är en köping i Kina. Den ligger i provinsen Henan, i den centrala delen av landet, omkring 31 kilometer sydost om provinshuvudstaden Zhengzhou. Antalet invånare är 31 052. Befolkningen består av 15 016 kvinnor och 16 036 män. Barn under 15 år utgör 23,0 %, vuxna 15-64 år 67 %, och äldre över 65 år 9,0 %.
Genomsnittlig årsnederbörd är 604 millimeter. Den regnigaste månaden är juli, med i genomsnitt 133 mm nederbörd, och den torraste är januari, med 5 mm nederbörd.